# Fábio Alves Félix
Fábio Alves Félix (São Bernardo do Campo, 10 januari 1980), ook wel kortweg Fabinho genoemd, is een Braziliaans voetballer.

## Carrière
Fabinho speelde tussen 2001 en 2011 voor Corinthians, Cerezo Osaka, Santos, Toulouse, Cruzeiro en Yokohama FC. Hij tekende in 2011 bij Bahia.